# Antonio Buero Vallejo
Antonio Buero Vallejo (Guadalajara, 29 settembre 1916 – Madrid, 29 aprile 2000) è stato un drammaturgo spagnolo.
Si avvicina all’arte, alla letteratura e al teatro sin da giovanissimo. Nel 1936, allo scoppio della Guerra Civile Spagnola, i suoi genitori gli proibiscono di arruolarsi come volontario e, non potendo fare altro, abbandona comunque gli studi per aiutare i repubblicani che si opponevano a Franco. Avendo lavorato per il Partito Comunista Spagnolo, nel 1939 viene arrestato e condannato a morte con l’accusa di “adesione alla ribellione”. Qualche mese dopo viene graziato e nel 1946 esce di prigione. Ritrovata la sua libertà, Vallejo si stabilisce in Spagna e torna a coltivare la sua antica vocazione pittorica, che passerà, però, in secondo piano nel 1949, anno in cui vince il “Premio Lope de Vega” per la sua opera teatrale Historia de una escalera (tradotta per la prima volta in italiano da Francesca Brunetti, pubblicata da Le Lettere nel 2008 e mai rappresentata in Italia).
Le sue opere confermarono il suo talento, lo resero famoso e, nel 1971, gli fecero guadagnare l’ingresso alla “Real Academia Española”. 
Membro della Real Academia Española riceve il Premio nazionale delle Lettere Spagnole nel 1996 e il Premio Cervantes nel 1986.
Qualche anno prima della sua morte, avvenuta a Madrid nel 2000, gli venne assegnato il “Premio Nacional de las Letras” per la raccolta delle sue opere

## Caratteristiche dell'opera drammatica di Buero Vallejo
Il tema comune che lega tutta la sua produzione è quello della tragedia dell'individuo, analizzata da un punto di vista sociale e morale. I principali problemi che angustiano un uomo sono presenti nella sua prima opera En la ardiente oscuridad.
La critica ha classificato le sue opere in tre categorie: teatro simbolista, teatro di critica sociale e dramma storico.
La componente di denuncia sociale venata da problematiche esistenzialiste che connotava le sue prime opere è rimasta, dopo cinquant'anni di presenza sulla scena del teatro spagnolo con oltre venti testi rappresentati, una nota dominante della produzione del drammaturgo. Il senso tragico dell'esistenza umana, che si traduce nella perenne contraddizione tra il sogno di ciò che è impossibile e una realtà precaria e insoddisfacente, continua a essere l'asse portante del pensiero di B.V., pur nell'inevitabile evoluzione che è dato registrare nella sua produzione.
Già nel primo periodo, in cui lo spazio scenico e il tempo erano presentati in modo tradizionale e il dialogo tra i personaggi riproponeva criticamente i conflitti sociali della Spagna del dopoguerra, si affacciavano temi mitici (La tejedora de sueños, 1952), letterari (Casi un cuento de hadas, 1953) e onirici (Aventura en lo gris, 1955, rappresentata nel 1963), e si faceva ampio impiego di simboli (gli spazi chiusi e opprimenti, la cecità ecc.) che avrebbero acquistato sempre maggior rilevanza negli anni successivi. In quest'ottica simbolica va letto anche il teatro cosiddetto storico, iniziato nel 1958 con Un soñador para un pueblo e continuato con Las meninas (1960), El sueño de la razón (1970; trad. it. 1971) e La detonación (1977); si tratta di un nucleo compatto e omogeneo di opere, in cui attraverso le biografie, rispettivamente, di Esquilache, Velázquez, Goya e Larra, interpreti di una visione progressista della storia e dell'arte e in quanto tali condannati all'isolamento, si rivela l'intenzione di delineare una visione critica della storia di Spagna fornendo nello stesso tempo una chiave di lettura del presente. Si assiste anche a un'evoluzione delle linee formali: gli spazi scenici si convertono in luoghi astratti, il tempo scorre in modo discontinuo e l'azione si sviluppa in una serie di quadri giustapposti che fanno pensare a un retablo.
Con El tragaluz (1967), uno dei testi più 'coraggiosi' della letteratura spagnola dell'epoca della dittatura per il modo diretto in cui viene affrontata la questione della guerra civile, e con La doble historia del Doctor Valmy (1976, ma scritto nel 1967), drammatica denuncia delle torture e della brutalità della polizia politica, B.V. aveva nel frattempo avviato un'ulteriore fase di sperimentazione, introducendo la figura di un narratore, un personaggio intermediario tra la storia e il pubblico, portatore di un punto di vista determinato. In quest'ottica, un passo ulteriore verso l'assunzione di una prospettiva soggettiva è rappresentato dai già citati El sueño de la razón e La detonación, e da Llegada de los dioses (1971) e La fundación (1974), in cui scompare il narratore intermediario e la realtà è resa attraverso la percezione e la sensibilità di uno dei personaggi, grazie ad artifici visivi e sonori che costringono il pubblico a condividere quella particolare visione del mondo. È questa la fase di maggior sperimentalismo, in cui lo spazio scenico si fa via via più complesso, fino a incorporare scenari multipli su cui si alternano il piano della realtà e quello del sogno e delle visioni. Sulla linea dello sviluppo estremo del simbolismo dei primi tempi, B.V. è giunto a una raffinata ricerca formale nel segno di un'esigenza da sempre viva nel suo teatro, quella di trovare la forma adeguata a ogni tema, di tradurre gli scottanti problemi sociali e politici in una dimensione artisticamente significativa. 
Tra le ultime opere, ricordiamo ancora: Jueces en la noche (1979); Caimán (1981); Diálogo secreto (1984); Lázaro en el laberinto (1986); Música cercana (1989).
1. Teatro simbolista. En l'ardiente oscurità rappresenta il duro contatto con una realtà che non può essere cambiata.
2. Il criticismo sociale. Queste opere analizzano la società spagnola con tutte le sue ingiustizie, menzogne e violazioni. Appartengono a questo gruppo Historia de una escalera, (che ottiene il premio Lope de Vega nel 1949 ed è probabilmente una delle opere più importanti del teatro odierno per la sua tragicità e per la denuncia delle condizioni sociali) Las cartas boca abayo e El tragaluz,
3. Dramma storico. In questa tipologia di dramma Buero usa il materiale storico come modello nel senso che la sociologia dà al termine. Di questo filone fanno parte:Un sonador para un pueblo, Las Meninas, El concierto de San Ovidio e El sueno de la razon.

## Opere
- Historia de una escalera (1949)
- En la ardiente oscuridad (1950)
- La tejedora de sueños (1952)
- La señal que se espera (1952)
- Casi un cuento de hadas (1953)
- Madrugada (1953)
- Irene o el tesoro (1954)
- Las cartas boca abajo (1957)
- Hoy es fiesta (1955)
- Un soñador para un pueblo (1958)
- Las Meninas (1960)
- El concierto de San Ovidio (1962)
- Aventura en lo gris (1963)
- El tragaluz (1967).
- Primer Acto (1967).
- La doble historia del doctor Valmy (1968)
- El sueño de la razón (1970)
- La detonación (1977)
- En La llegada de los dioses (1971),
- La Fundación (1974). Una alegoría sobre la libertad, y las diversas formas (desde la negación a la lucha) en que nos rebelamos contra la esclavitud.
- Jueces en la noche (1979)
- Caimán (1981)
- Diálogo secreto (1984)
- Lázaro en el laberinto (1986)
- Música cercana (1989)
- Las trampas del azar (1994)
- Misión al pueblo desierto (1999)